# Černíč

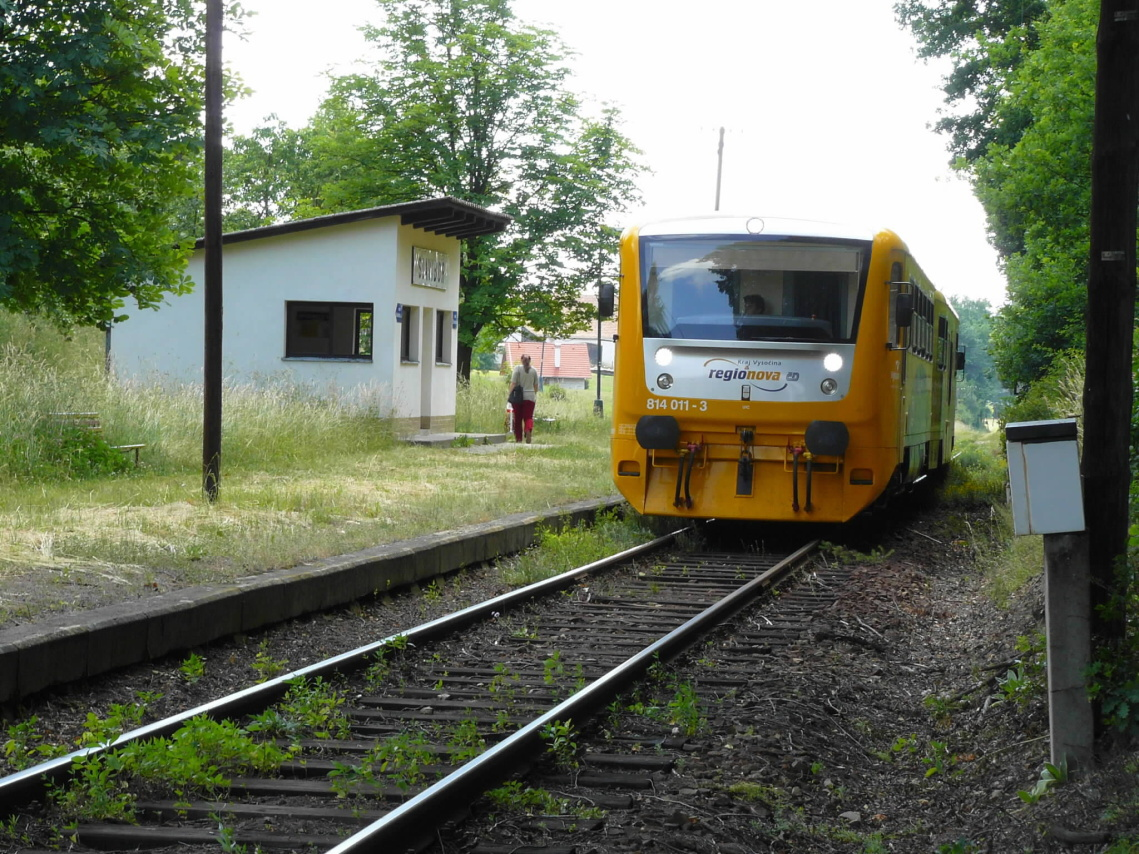
Železniční zastávka ve Slaviboři

Obec Černíč (německy Tschernitz) se nachází v okrese Jihlava v kraji Vysočina. Žije zde 125 obyvatel.

## Přírodní poměry
Obec leží v nadmořské výšce 485 m, 6 km jižně od Telče na Moravské Dyji, která na severozápadní straně obce protéká Černíčským rybníkem, jenž je přírodní památkou pro svou květenu. Údolí Moravské Dyje je v těchto místech značně široké (až 500 m) neboť do ní ústí z pravé strany říčka Myslůvka. Celá tato lokalita je značně zamokřená s rašelinnými loukami.

## Název
Jméno vesnice bylo odvozeno od osobního jména Černík (ve starší podobě Črník) a jeho význam byl "Černíkův majetek". Podoba jména v písemných pramenech: Czirnicz (1350), Czerncz (1353), Circze (1385), Cžernicže (1678), Czierniest (1718), Cžernitz (1720), Czernitz (1751), Czernitz a Černice (1846, 1872), Černíč (1881), Czernitz a Černič (1915), Černíč (1924).

## Historie a vývoj do současnosti
První písemná zmínka o obci pochází z roku 1350. V roce 1365 se stala Černíč součástí Telčského panství. Podle vceňovacího operátu žilo v roce 1843 v obci 121 obyvatel v 17 domech a 27 domácnostech. Desátky byly odváděny klášteru v Nové Říši, faře v Kostelní Myslové a panství v Telči. V tomto dokumentu je také při výčtu místních živností uveden 1 mlynář, 1 krejčí a 1 kovář. Z toho je zřejmé, že v té době již stál pod Černíčským rybníkem mlýn. U mlýna se dochovala vodní tvrz, chráněná památkovým úřadem. Tato usedlost měla číslo popisné 1 a nebyla povinná robotou. Její majitel měl právo nosit bílé kalhoty a bílý klobouk.
K elektrifikaci obce došlo v roce 1932 připojením na síť ZME Brno. Od roku 1960 byly k obci připojeny jako místní části obce Slaviboř a Myslůvka. V současné době je v obci 21 obytných domů, které jsou až na dva obydleny trvale žijícími obyvateli. V obci nikdy nebyla škola, žactvo chodilo do obecné školy do Radkova, do měšťanky do Telče. Nyní žáci převážně navštěvují základní školu v Telči.

## Obyvatelstvo
Podle sčítání 1930 zde žilo v 18 domech 97 obyvatel. 95 obyvatel se hlásilo k československé národnosti a 1 k německé. Žilo zde 85 římských katolíků a 12 evangelíků.
| Rok            | 1869 | 1880 | 1890 | 1900 | 1910 | 1921 | 1930 | 1950 | 1961 | 1970 | 1980 | 1991 | 2001 | 2011 |
| Počet obyvatel | 304  | 306  | 307  | 263  | 248  | 252  | 248  | 195  | 195  | 185  | 185  | 158  | 150  | 134  |

| Rok            | 1869 | 1880 | 1890 | 1900 | 1910 | 1921 | 1930 | 1950 | 1961 | 1970 | 1980 | 1991 | 2001 | 2011 |
| Počet obyvatel | 103  | 117  | 103  | 87   | 99   | 94   | 97   | 82   | 80   | 81   | 77   | 76   | 70   | 72   |

## Obecní správa a politika

### Místní části, členství ve sdruženích
Obec je rozdělena na tři místní části (Černíč, Myslůvka a Slaviboř). Každá z částí má své samostatné katastrální území (pojmenované „Černíč“, „Myslůvka“ a „Slaviboř“) a tři stejnojmenné základní sídelní jednotky.
Černíč je členem Mikroregionu Telčsko, Sdružení místních samospráv České republiky, z.s., Vodárenského svazku Podyjí, Lesního družstva Borovná, Dobrovolného svazku obcí Oběhové hospodářství Renesance a Svazku obcí Železnice Kostelec - Slavonice. Územně spadá pod místní akční skupinu Mikroregionu Telčsko.

### Zastupitelstvo a starosta
Obec má devítičlenné zastupitelstvo, v jehož čele stojí starosta Štěpán Komárek.
| Období    | Voliči | Účast v % | Mandáty | Výsledky                                         | Starosta         |
| --------- | ------ | --------- | ------- | ------------------------------------------------ | ---------------- |
| 2002–2006 | 121    | 80,99     | 9       | 4 SNK Myslůvka 3 SNK Černíč 2 SNK Slaviboř       | Bohuslav Richter |
| 2006–2010 | 114    | 72,81     | 9       |                                                  | Bohuslav Richter |
| 2010–2014 | 111    | 71,17     | 9       |                                                  | Marie Prknová    |
| 2014–2018 | 105    | 81,90     | 9       |                                                  | Jana Cechová     |
| 2018-2022 | 103    | 76,70     | 9       | 4 KDU-ČSL 2 PRO OBEC 2 VŠE PRO DĚTI 1 PRO OBČANY | Štěpán Komárek   |
| 2022-2026 | 104    | 71,15     | 9       | 5 KDU-ČSL 1 PRO OBEC 3 VŠE PRO DĚTI              | Štěpán Komárek   |

## Hospodářství a doprava
V obci sídlí firmy Zemědělské družstvo Telč a BRYPA spol. s r.o. Obcí prochází silnice II. třídy č. 406 z Dačic do Telče a III. třídy č. 40622. Dopravní obslužnost zajišťují dopravci ICOM transport a ČSAD Jindřichův Hradec. Autobusy jezdí ve směrech Dačice, Telč, Třešť, Jihlava, Bítov, Myslůvka a Řásná. Obcí prochází cyklistická trasa č. 5124 (ze Strachoňovic do Velkého Pěnčína) a zeleně značená turistická trasa (ze Slaviboře do Velkého Pěnčína).
Obcí prochází železniční trať Kostelec u Jihlavy - Slavonice, postavená v roce 1902. Železniční zastávka Slaviboř, vzdálená od obce 500 m, je společná pro Černíč i její místní část Slaviboř.

## Školství, kultura a sport
Děti dojíždějí do základní školy v Telči. Tělovýchovná jednota Podyjí Černíč má dva fotbalové týmy mužů, mladší a starší přípravku a dvě družstva mladších a starších žáků. Tým A hraje v sezoně 2014/2015 Okresní přebor a mužstvo B IV. třídu mužů, skupina B v okrese Jihlava. Působí zde Sbor dobrovolných hasičů Černíč.

## Pamětihodnosti
- Tvrz Černíč
- Zvonička
- Vodní jeřáb z roku 1903 (technická památka) u železničního přejezdu u Černíčského rybníka